# Tilbageskvulp
Tilbageskvulp er i dansk sammenhæng et naturfænomen, hvor vand som vinden har presset ind i Østersøen løber tilbage ud igennem de smalle danske bælter når vinden vender. Tilbageskvulp kan forårsage meget høje vandstande i danske farvande.